# 福田晉一
福田晉一，女性日本漫畫家，作品包括、《喜歡妹妹有什麼不對？》（桃色メロイック）、《戀上換裝娃娃》等。

## 作品
- （月刊少年Ace2009年12月號－2011年4月號連載）
- 《喜歡妹妹有什麼不對？》（桃色メロイック）（YOUNG KING2012年2月號－2016年9月號連載、全10卷，東立出版社代理）
- 《戀上換裝娃娃》（YOUNG GANGAN2018年3月號－2025年7月號[2]、全15卷，東立出版社代理）

## 外部連結
- 福田晉一的X（前Twitter）